# Amelunxenscher Hof

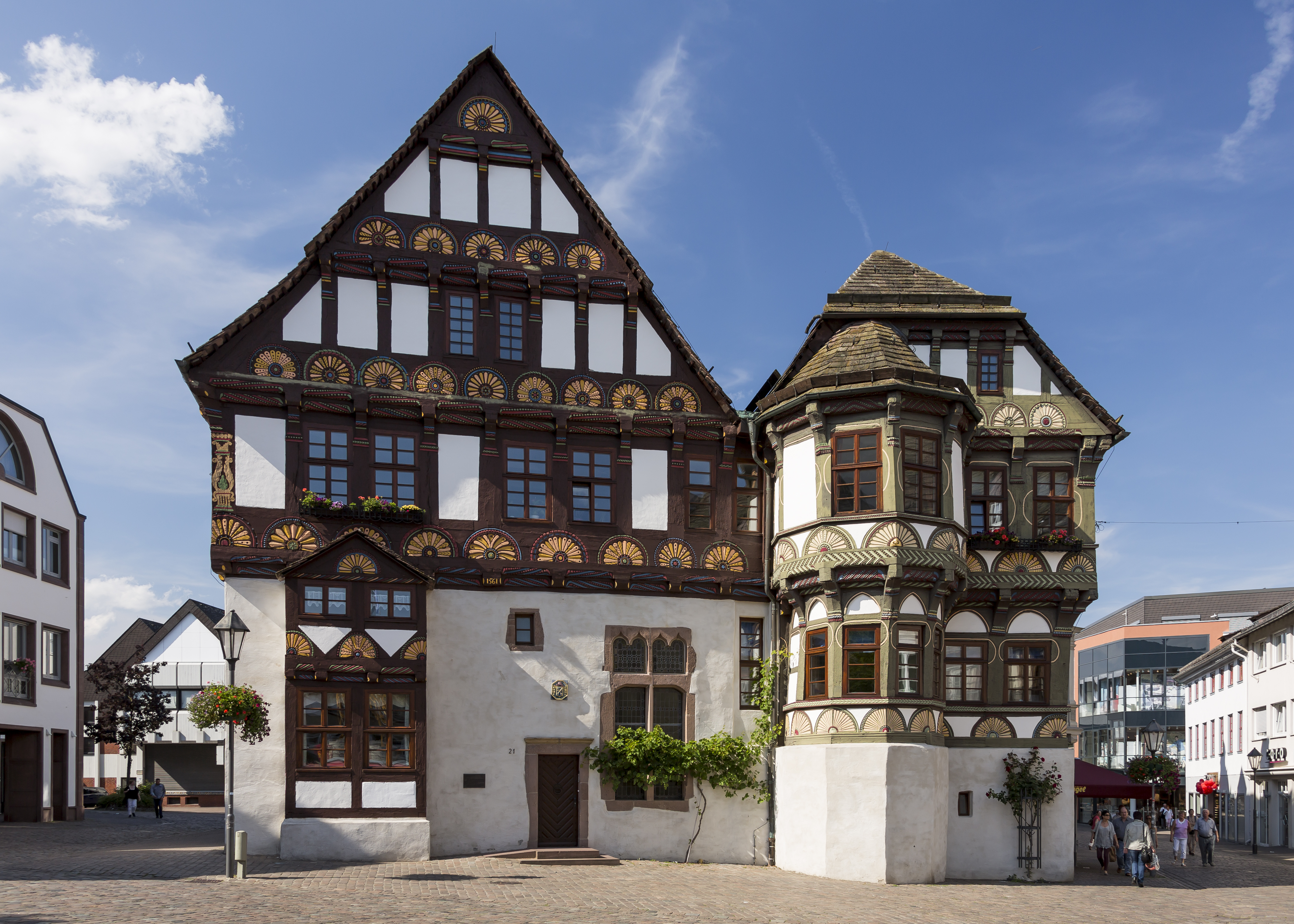
Alte Dechanei in Höxter 2015

Der Amelunxensche Hof, bekannt als Dechanei, ist ein altes Gebäude in der ostwestfälischen Stadt Höxter in Nordrhein-Westfalen. Der Hof war seit dem 14. Jahrhundert im Besitz des Adelsgeschlechts von Amelunxen. 
Der alte Adelshof wird seit 1072 erwähnt. Dieses Gebäude in der Stadtmitte wird seit 1561 genutzt und dient derzeit als Pfarrheim- und Pfarrhaus der St.-Nikolai-Gemeinde. Es gehört zu den bedeutendsten Gebäuden, die im Stile der Weserrenaissance gebaut wurden.

## Beschreibung
Bei dem Gebäude handelt es sich um firstparallel aneinander gebaute Bauwerke auf einer kleinen Parzelle in der Gabelung zweier Straßen.
Das dreigeschossige Doppelgiebelhaus fränkischer Art hat über 60 unterschiedlich gestaltete Fächerrosetten. 
Die Ausführung der Schnitzarbeiten und die aufwändige Fassadengestaltung 
mit der polygonalen, zweigeschossigen Utlucht 
zeugt nicht nur vom Ideenreichtum und Geschick der Bauhandwerker, sondern auch vom Reichtum des Auftraggebers.

## Geschichte
Die Adelsfamilie von Amelunxen besaß an dieser Stelle schon im 13. Jahrhundert einen vom Abt in Corvey übertragenen Lehenshof.
Christoph von Amelunxen, der ein Vermögen als Rittmeister im Dienste des französischen Königs erworben hatte, baute in den Jahren 1564 bis 1571 dieses Wohnhaus im Stil der Weserrenaissance um.
Nach mehrmaligem Besitzerwechsel erhielt es 1677 der Corveysche Landvogt Schoff.
Seit 1796 wird der Hof als Pfarrhaus der katholischen Kirchengemeinde und Wohnhaus des Pfarrdechanten genutzt. 
Wegen der Schäden durch Witterungseinflüsse und Abnutzung erfolgte 1907 eine gründliche Überholung der Vorderfront mit der Schmuckfassade des Hauses.
Weitere Renovierungen erfolgten 1950 bis 1980.
Bei archäologischen Untersuchungen konnten 1988 im nordöstlichen Bereich des Areals umfangreiche Befunde von Vorgängerbauten nachgewiesen werden.
Zuletzt wurde die gesamte Holzkonstruktion 2006 zur Bekämpfung des Wurmbefalls einer thermischen Behandlung unterzogen.